# 현대GF홀딩스
주식회사 현대GF홀딩스는 대한민국의 지주회사로 현대백화점그룹의 지주역할을 한다.

## 같이 보기
- 현대백화점그룹
- 현대홈쇼핑